# Erler SV 08
Der Erler SV 08 ist ein Fußballverein aus Gelsenkirchen. Der Verein war in den 1920er und 1930er Jahren regelmäßig in der erstklassigen Gauliga vertreten. Seine erste Mannschaft spielt in der Bezirksliga Westfalen.

## Vereinsgeschichte
Der offiziellen Gründung des Vereins im Jahr 1911 waren bereits mehrere Jahre Fußball in Erle vorausgegangen: Schon 1907 hatten sich erste Mannschaften in der Umgebung des Forsthauses, das bis heute Vereinsheimat des SV 08 ist, gebildet; ein Jahr später erfolgte die Aufnahme als Ballspielverein Buer-Erle in den Westdeutschen Spielverband, 1909 der vorübergehende Anschluss an den Turnklub Buer-Erle 08. Bereits 1914 erreichte der junge Spielverein seinen ersten größeren Erfolg, als der ersten Mannschaft die Meisterschaft des Bezirks Bochum-Gelsenkirchen gelang. Auch nach dem Krieg blieb der SV 08 im regionalen Fußball bestimmend, auf die erneute Bezirksmeisterschaft 1919 folgte der Titel im neu geschaffenen Kreis Niederrhein von 1920 und damit der Aufstieg in die Ruhr-Gauliga.
Die folgenden Jahre spielte der SV Erle 08 mit Vereinen wie BV Altenessen 06, Schwarz-Weiß Essen, Union Gelsenkirchen, Dortmunder SC 95, dem Essener SV 1899 und TuS Bochum 1848 in der obersten Liga. Erst nach dem Abstieg 1929 gab der SV 08 seine Vormachtstellung in der Stadt an den FC Schalke 04 ab, stieg aber 1935 wieder in die Gauliga auf und blieb für weitere zwei Jahre erstklassig. 1938 wurde der Verein mit Spiel und Sport Erle 1930 sowie dem Turnverein Erle 1910 zwangsvereinigt; nach dem Krieg trennten sich die Clubs jedoch wieder.
Da der Erler SV nur als Bezirksligist in den westdeutschen Fußball wiedereingegliedert wurde, blieb der Verein lange Zeit hinter den Lokalrivalen von Schalke 04 und dem STV Horst-Emscher zurück. Erst 1954 wurde der Aufstieg in die drittklassige Landesliga geschafft, der Sprung in die Zweitklassigkeit blieb Erle in der Relegationsrunde 1955 jedoch verwehrt. Zuvor hatte die Mannschaft als Aufsteiger souverän die Meisterschaft in der Landesliga errungen. Auch in den folgenden Jahren blieb der Club mit Kontakt zur Tabellenspitze drittklassig, in der neu geschaffenen Verbandsliga Westfalen wurde Erle in den Spielzeiten 1958/59 und 1959/60 jeweils Vizemeister hinter den Sportfreunden Siegen und BV Selm. Ein weiterer Aufstieg gelang jedoch nicht, stattdessen folgte 1969 der Abstieg in die Landesliga. Zuletzt spielte Erle zwischen 1974 und 1980 in der Verbandsliga Westfalen, wobei diese seit der Saison 1978/79 nur noch die zweithöchste Spielklasse im westfälischen Amateurfußball darstellte.
Seitdem ist der Club jedoch nicht mehr in den höheren westfälischen Amateurklassen vertreten. Im März 2009 wurde die Mannschaft vom Spielbetrieb der Bezirksliga abgemeldet. Sechs Jahre später gelang der Wiederaufstieg in die Bezirksliga, dem 2020 der Aufstieg in die Landesliga folgte. Bereits zwei Jahre später ging es wieder runter in die Bezirksliga.

## Persönlichkeiten
- Volker Abramczik, Trainer
- Rüdiger Abramczik
- Helmut Buhsfeld, Spieler
- Herbert Burdenski, Spieler
- Thomas Kläsener, Spieler
- Wolfgang Krüger, Spieler
- Günter Kuczinski, Spieler
- Josefine Osigus, Jugendspielerin
- Fritz Pliska, Spieler
- Carsten Wolters, Spieler